# Кройсорский трамвай

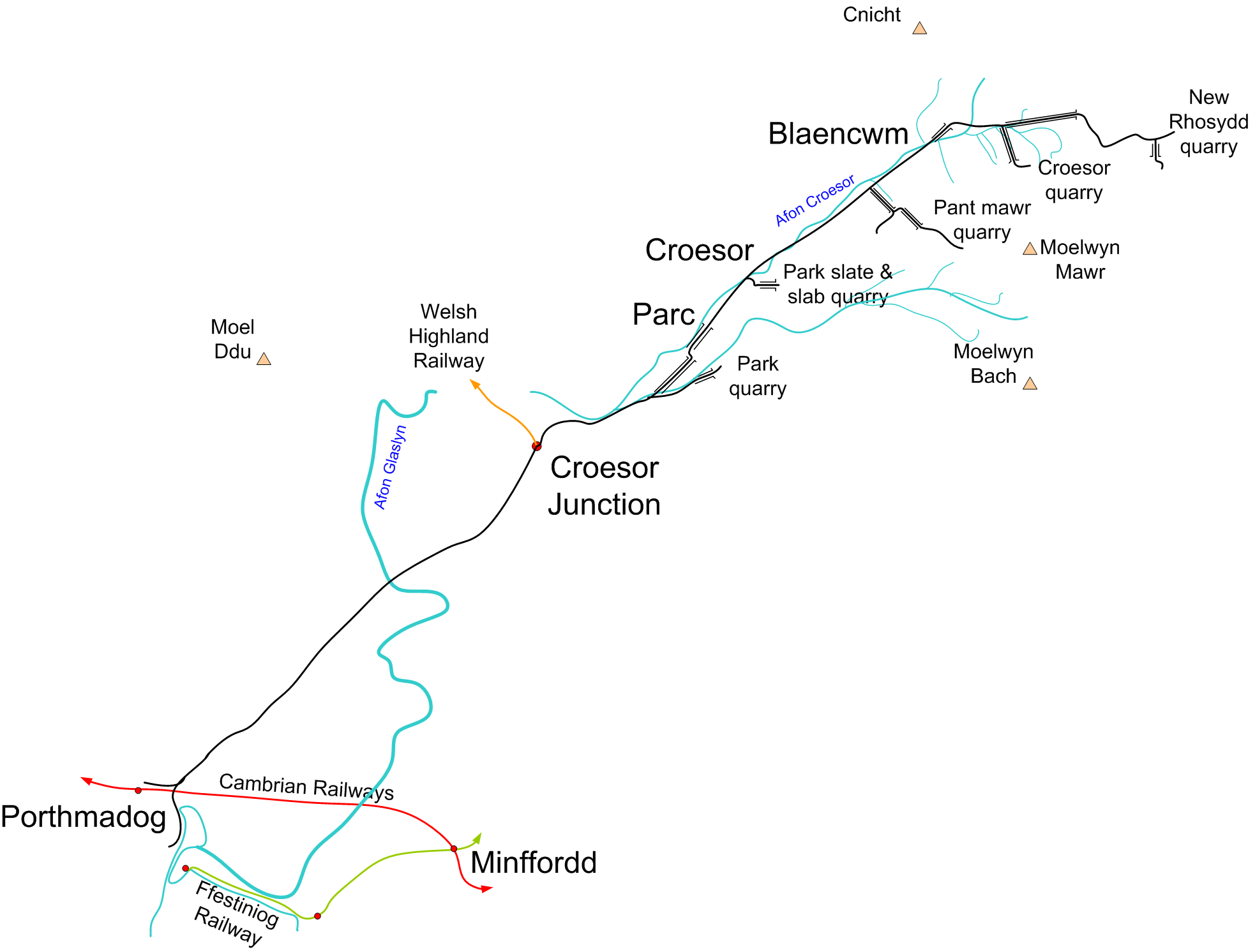
План линии

Кройсорский трамвай (англ.: Croesor Tramway) — лёгкая железная дорога узкой (610 мм) колеи, построенная в 1864 г. для связи Портмадога со сланцевыми карьерами в Кройсорской долине (Cwm Croesor). Впоследствии несколько раз поглощалась различными компаниями, пока не стала в 1922 г. частью Валлийской нагорной железной дороги.

## История
В 1830-х гг. в Кройсорской долине, что находится между Портмадогом и Блайнай-Фестиниогом, были обнаружены сланцы, которые начали добывать в следующем десятилетии — в 1840-х гг. Добытые материалы вывозили в Портмадог, чтобы отправлять их морем заказчикам: из северных каменоломен — Роситской (Rhosydd Quarry) и Кройсорской (Croesor Quarry), крупнейших в Уэльсе, — на мулах в Тан-и-Грисиай, где осуществлялась перегрузка в вагоны Фестиниогской железной дороги; из южных — на таких же мулах, но непосредственно в Портмадог. В августе 1864 г. сланцевые карьеры Кройсорской долины были соединены с Портмадогом лёгкой (трамвайной) железной дорогой, которую начал постройкой Бивер Робертс (Beaver Roberts) в 1863 г. и которая получила наименование Кройсорский трамвай. Инженером, составившим проект Кройсорского трамвая был тогдашний управляющий Фестиниогской железной дорогой Чарльз Спунер. Фестиниогская же дорога выделила Роситской каменоломни некоторое число вагонеток.
Дорога начиналась в порту Портмадога и некоторое время шла по маршруту нынешней Валлийской нагорной железной дороги, пересекая на окраине города путь теперь не существующего Горсетайского трамвая. В те времена Кембрийской прибрежной линии еще не было и, соответственно, не было пересечения с нею. За рекой Гласлин, там где Валлийская линия делает разворот на северо-запад, Кройсорский трамвай от места разветвления (Croesor Junction) продолжал своё движение на северо-восток. Путь проходил через деревню Кройсор, оставлял в стороне древнее имение «Парк» (Parc) и начинал подъём в горы. Здесь он пролегал вдоль русла реки Кройсор и здесь же располагались первые каменоломни. Прилепившись к склонам гор, дорога шла по крутым подъёмам, пока не подходила к Кройсорской, а за ней — и к Роситской каменоломням. Длина всей линии составляла 13 км (8 миль), но именно на протяжении двух последних — горных — миль она понималась на 240 м (800 футов).
Линия обслуживалась лошадьми, водившими составы из вагонеток. Компании-оператора на дороге не было и владельцы каменоломен вывозили сланцы, используя собственных лошадей и собственные вагонетки. При этом они были обязаны платить собственникам трамвая деньги, исходя из перевезённого тоннажа.
В 1865 г. существование Кройсорского трамвая было одобрено Парламентским Актом от 5 июля. В 1873 г. Роситский карьер был закрыт, но в следующем, 1874, году вновь открылся, но уже под немного другим названием: Новая Роситская каменоломня (New Rhosydd quarry), а в 1879 г. Кройсорский трамвай сменил владельца — его купила компания «Трамвайная железная дорога Портмадога, Кройсора и Бетгелерта» (Portmadoc, Croesor & Beddgelert Tram Railway). Компания вознамерилась проложить ветку от Роситской каменоломни до Бетгелерта, как это видно из названия, но так этого и не сделала. В 1882 г. линию закрыли, а в 1902 г. — продали компании «Железная дорога Портмадога, Бетгелерта и Южного Сноудона» (Portmadoc, Beddgelert and South Snowdon Railway, PBSSR) Последняя была создана в согласии с Парламентским Актом в 1901 г. и должна была пройти по маршруту: Чёрные Пески — Морва Бихан — Борт-и-Гест — Портмадог — линия Кройсорского трамвая — Бетгелерт — каменоломни Южного Сноудона (теперь: Рид-Ти). Причём первую часть маршрута, от Чёрных Песков до Пормадога, планировали сделать прибрежной.
Дорогу хотели электрифицировать, но планы постоянно менялись и строительство то прекращалось, то начиналось снова. В итоге  к 1904 г. от электрификации отказались, а в 1906 г. для линии купили паровоз «Рассел», ныне работающий на Валлийской нагорной музейной железной дороге. Дело закончилось тем, что линия перешла ко вновь образованной в 1922 г. Валлийской нагорной железной дороге и была ею частично использована — на отрезке от Портмадога до виртуальной Кройсорской распорядительной станции (Croesor Junction). Отрезок до Роситской каменоломни периодически использовался уже после фактического закрытия Валлийской нагорной дороги в 1937 г. до 1950-х гг. для доставки грузов на окрестные фермы. В 2010г., когда закончилась реконструкция последнего участка Валлийской нагорной железной дороги и открылось сквозное движение от Портмадога до Карнарвона, маршрут Кройсорского трамвая на его равнинном отрезке стал составной частью реставрированной линии.

## Галерея

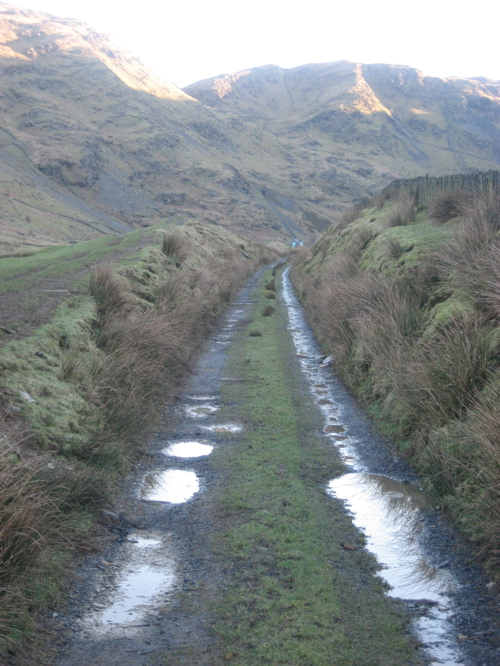
Земляное полотно Кройсорского трамвая
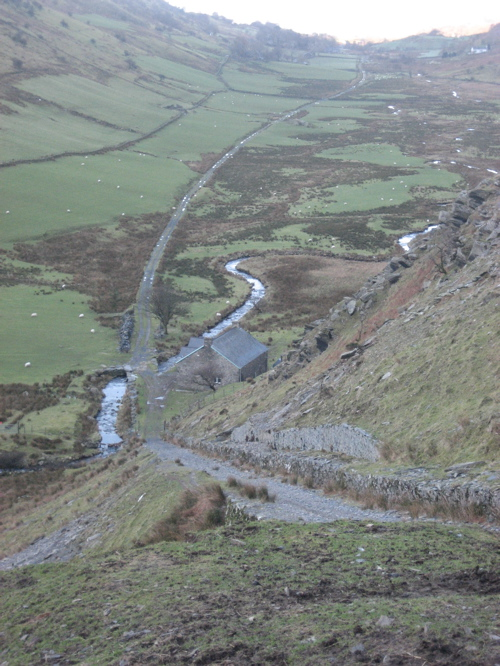
Крутой подъём при вхождении на горный участок
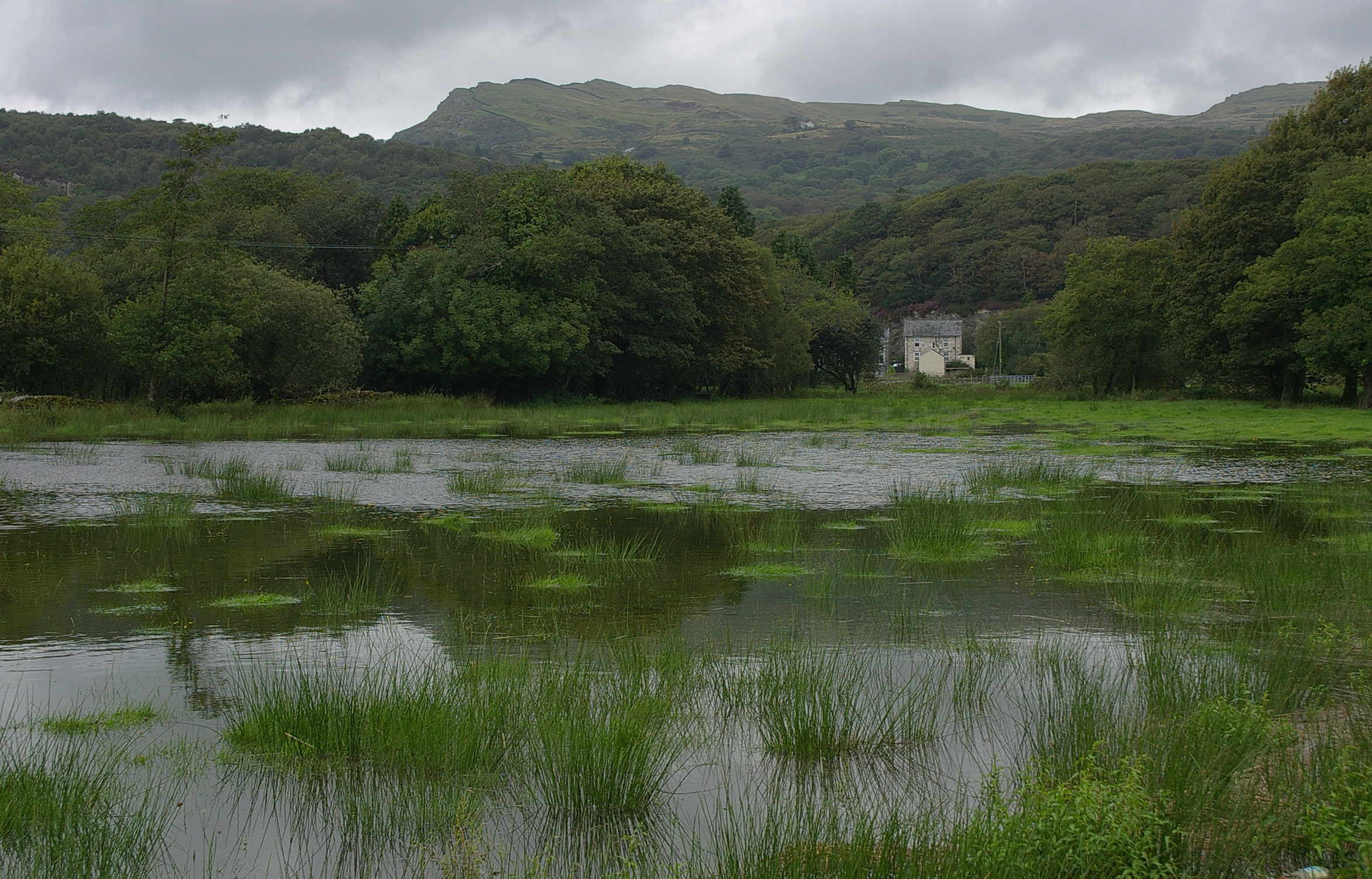
Понт Кройсор — мост через р. Гласлин, принадлежавший Кройсорскому трамваю
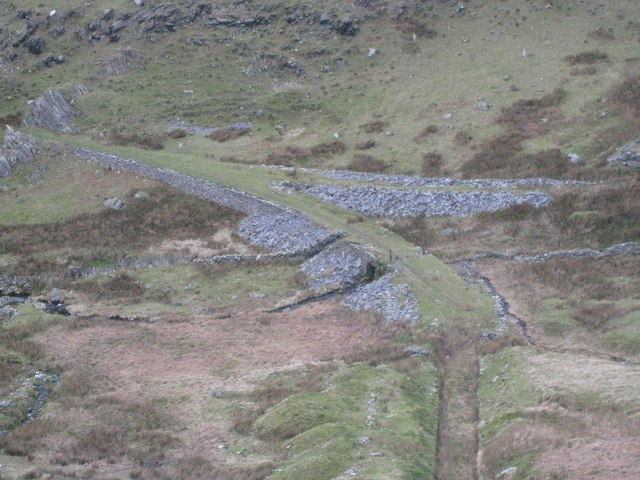
Разветвление на Кройсорскую и Роситскую каменоломни
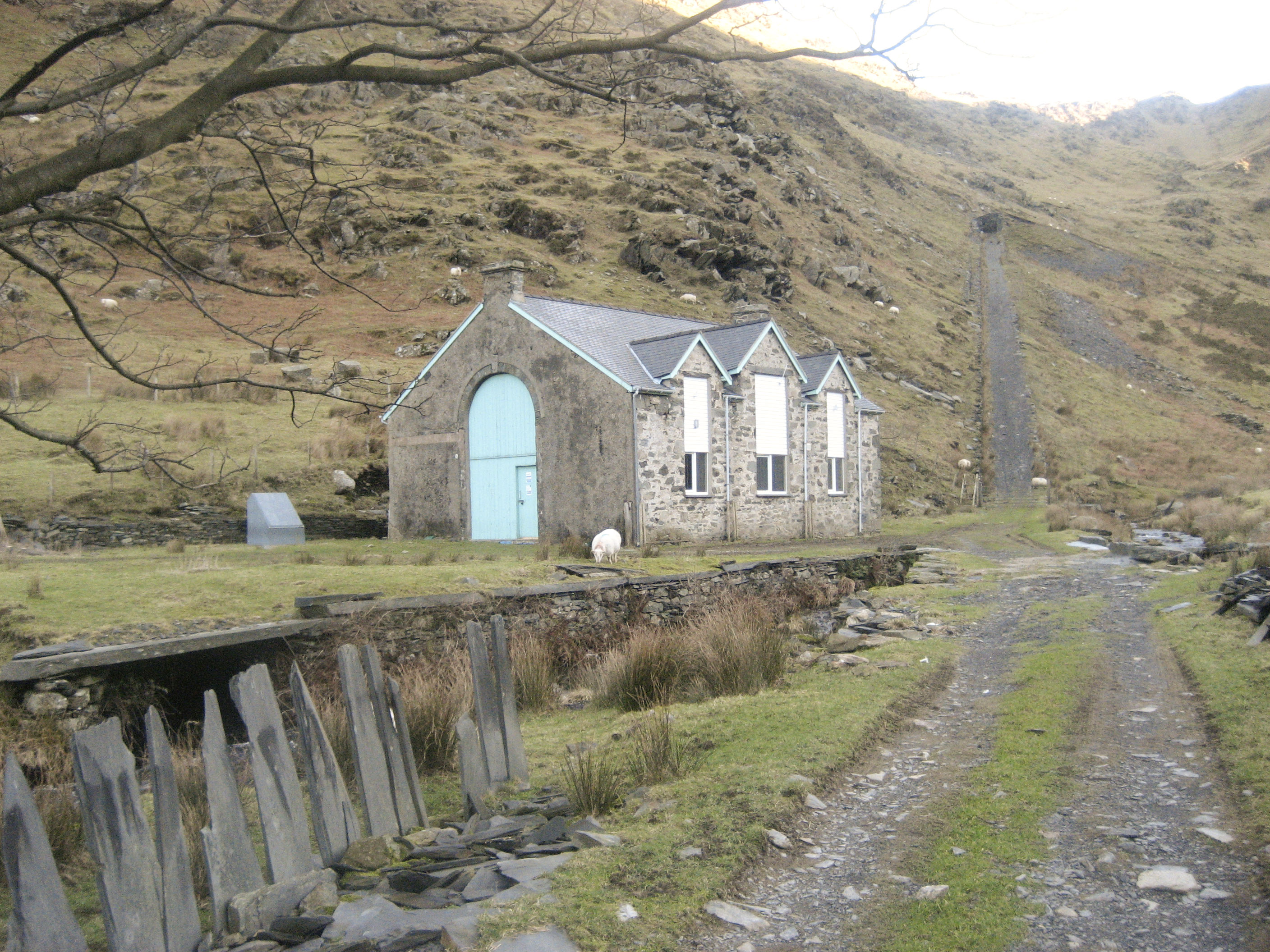
ГЭС, предназначавшаяся для электрификации линии